# مركز فريد هاتشينسون للسرطان
مركز فريد هاتشينسون للسرطان المعروف سابقًا باسم مركز فريد هاتشينسون لأبحاث السرطان والمعروف أيضًا باسم فريد هاتش أو ذا هاتش، هو معهد لأبحاث السرطان تأسس عام 1975 في سياتل، واشنطن.

## تاريخه
نشأ المركز من مؤسسة أبحاث شمال غرب المحيط الهادئ، التي أسسها ويليام ب. هاتشينسون (1909-1997) في عام 1956. كانت المؤسسة مخصصة لدراسة جراحة القلب والسرطان وأمراض الجهاز الصماء. كان شقيق هتشينسون الأصغر فريد (1919-1964) لاعبًا ومديرًا في الدوري الرئيسي، توفي بسرطان الرئة عن عمر يناهز 45 عامًا. في العام التالي، أنشأ ويليام هاتشينسون مركز فريد هاتشينسون لأبحاث السرطان باعتباره قسمًا من مؤسسة أبحاث شمال غرب المحيط الهادئ. 
في عام 1972، وبمساعدة السيناتور وارن ج. ماجنوسون ، حصلت مؤسسة فريد هاتشينسون لأبحاث السرطان على تمويل فيدرالي بموجب قانون السرطان الوطني لعام 1971 لإنشاء أحد مراكز السرطان الخمسة عشر الجديدة المعينة من قبل المعهد الوطني للسرطان في سياتل بهدف إجراء البحوث الأساسية  والتي دعا إليها قانون عام 1971؛ أصبح مركز فريد هاتشينسون لأبحاث السرطان مستقلاً في عام 1972 وافتتح مبناه بعد ثلاث سنوات. تم تسمية المركز كمركز شامل للسرطان معتمد من قبل المعهد الوطني للسرطان في عام 1976.
في عام 1998، شكل المركز تحالف سياتل لرعاية السرطان، وهي شركة غير ربحية منفصلة، مع كلية الطب بجامعة واشنطن، ومستشفى سياتل للأطفال. قد عزز هذا من نطاق وصول المركز إلى الرعاية السريرية وكان ضروريًا للاحتفاظ بتسمية المركز الشامل من قبل المعهد الوطني للسرطان، وتم تمديد التسمية لتشمل اتحاد المركز بما في ذلك مركز سرطان الأطفال في عام 2003. تم افتتاح العيادة الخارجية لـتحالف سياتل لأول مرة في يناير 2001. 
في عام 2001، نشرت صحيفة سياتل تايمز سلسلة من المقالات تزعم أن الباحثين في المركز بما في ذلك المؤسس المشارك للمركز إي. دونال توماس كانوا يجروا دراسات سريرية غير أخلاقية على مرضى السرطان. كما زعمت الصحيفة أنه في دراستين حول السرطان أجريتا في الثمانينيات وأوائل التسعينيات، لم يتم إعلام المرضى بجميع مخاطر الدراسة، ولا بالمصلحة المالية لأطباء الدراسة في نتائج الدراسة. كما أوردت أيضًا أن هذه المصلحة المالية ربما ساهمت في فشل الأطباء في وقف الدراسات على الرغم من الأدلة التي تشير إلى أن المرضى يموتون بشكل أسرع وأكثر تكرارًا من المتوقع. ردًا على ذلك، شكل المركز لجنة من الخبراء المستقلين لمراجعة ممارساته البحثية الحالية، مما أدى إلى اعتماد قواعد جديدة بشأن تضارب المصالح.
في عام 2010، تم تعيين لورانس كوري كالرئيس الرابع، بعد تقاعد لي هارتويل. خلفه في عام 2015 غاري جيليلاند كرئيس، والذي قاد المعهد حتى عام 2020. تحت قيادته أعلن المركز أنه سيتوسع في محطة البخار السابقة في بحيرة يونيون، والتي كانت تضم في السابق شركة ZymoGenetics . تم الانتهاء من عملية النقل في أكتوبر 2020. في فبراير 2020، تولى توماس جيه لينش جونيور منصب المدير.

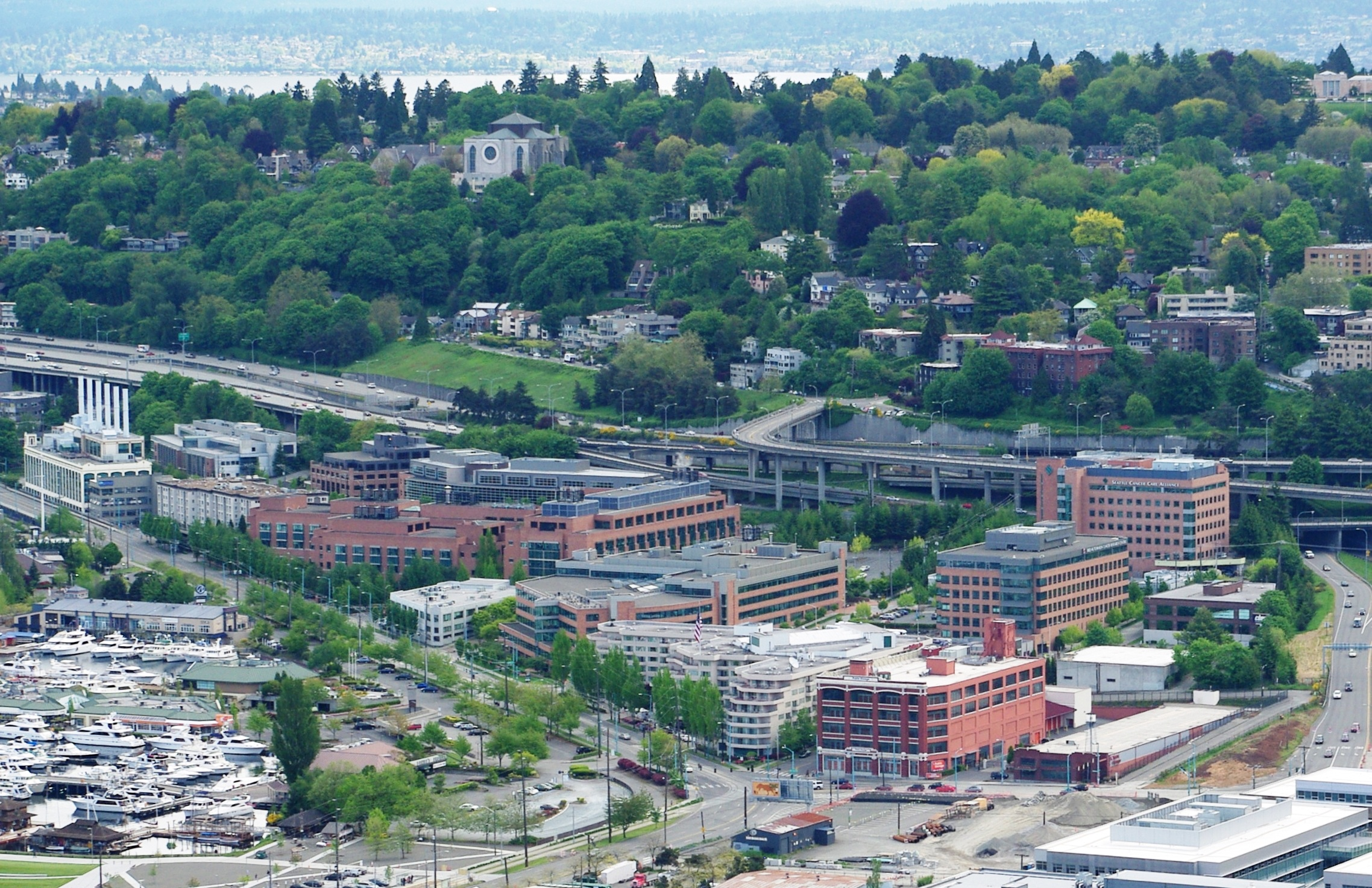
صورة من السماء لمركز فريد هاتشينسون

شهد عام 2014 اعتماد المنظمة لقبها المحلي القديم "فريد هاتش" كاسم رسمي كجزء من إعادة تسمية العلامة التجارية. في الأول من أبريل 2022، اندمج مركز فريد هاتشينسون لأبحاث السرطان وتحالف سياتل لرعاية السرطان لتشكيل مركز فريد هاتشينسون للسرطان، وهو مركز موحد لأبحاث ورعاية سرطان البالغين ومتكامل سريريًا مع كلية الطب بجامعة واشنطن وبرنامج السرطان بجامعة واشنطن للطب.

## أعضاء هيئة تدريس بارزين
وظف المركز ثلاثة من الحائزين على جائزة نوبل في علم وظائف الأعضاء أو الطب:
- ليندا باك، التي حصلت على الجائزة في عام 2004 لحل العديد من تفاصيل نظام الشم.[24]
- ليلاند هارتويل، الذي حصل على هذا التكريم في عام 2001 لاكتشافاته الآليات التي تتحكم في انقسام الخلايا.[25] بعد تقاعده من قيادة المركز في عام 2010، غادر هارتويل للانضمام إلى جامعة ولاية أريزونا.[26]
- إدوارد دونال توماس ، الذي حصل على الجائزة في عام 1990 لعمله الرائد في زراعة نخاع العظم والذي توفي في عام 2012 [27][28]

## التسويق

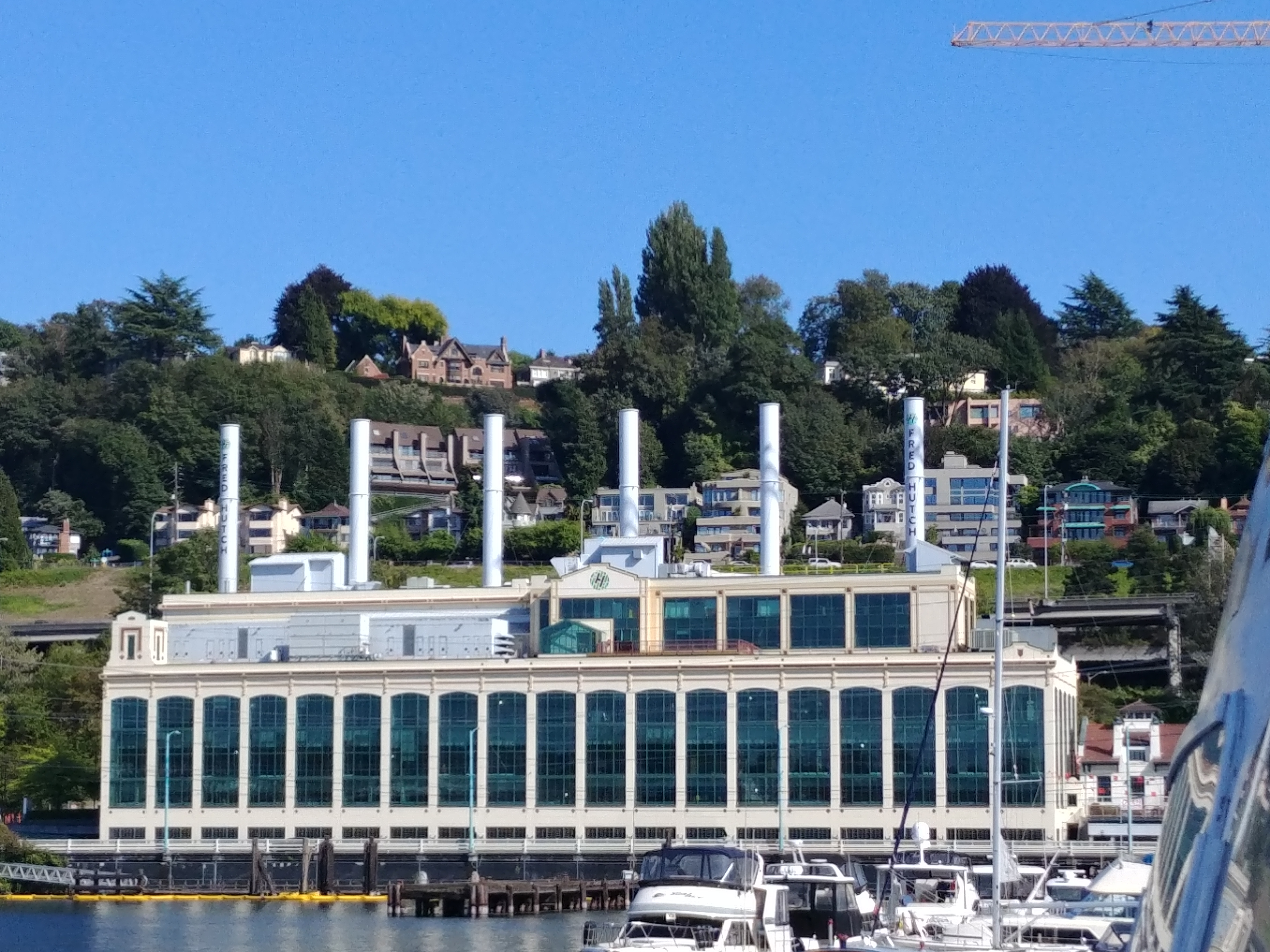
مبنى محطة البخار فريد هاتش، قد كان مبنى مختبريًا لمدة ثلاثة عقود على الأقل.

يعمل المركز في مجال نقل التكنولوجيا. في عام 2013، كان المركز واحدًا من أكبر عشر مؤسسات بحثية في مجال الطب الحيوي في هذا المجال (باستثناء الجامعات)؛ حيث أبرم 18 صفقة جديدة مع شركات لتطوير الاختراعات التي تم إجراؤها في المركز، وحقق دخلًا قدره 10,684,882 دولارًا من الصفقات السابقة التي وقعها.  ومن الجدير بالذكر أن شركة Juno Therapeutics، وهي شركة تعمل على تطوير العلاج المناعي مستقبل مستضد خيمري للسرطان والتي جمعت 314 مليون دولار من استثمارات رأس المال الاستثماري وطرحت أسهمها للاكتتاب العام الأولي بقيمة 265 مليون دولار في عام 2014، بدأت على أساس الاختراعات التي تم إجراؤها في المركز. اعتبارًا من عام 2015، تم إنشاء حوالي عشرين شركة بناءً على اختراعات المركز منذ عام 1975، بما في ذلك أمجن وإيكوس.

## حرم الجامعة
يتكون الحرم الجامعي الرئيسي للمعهد من 13 مبنى على مساحة خمسة عشر أكر (6.1 ها) في حي ساوث ليك يونيون في سياتل. في عام 1987، بدأ المركز في استكشاف منازل جديدة محتملة لتحل محل الحرم الجامعي المكون من 9 مباني على فيرست هيل والذي كان من المقرر أن يتجاوزه. تم اختيار موقع في حي South Lake Union، والذي تصوره المدينة كمركز مستقبلي للتكنولوجيا الفائقة والتكنولوجيا الحيوية، في سبتمبر 1988 بعد فشل صفقة الانتقال إلى فريمونت في وقت سابق من ذلك العام. بدأت المرحلة الأولى من الحرم الجامعي، التي صممتها شركة زيمر جونسول فراسكا، في البناء في عام 1991 وافتتحت في الأول من يونيو عام 1993، في احتفال تضمن دفن كبسولة زمنية من المقرر افتتاحها في عام 2093.
يمكن الوصول إلى الحرم الجامعي عبر مخرج شارع ميرسر من الطريق السريع 5 بالإضافة إلى العديد من طرق النقل العام، بما في ذلك ترام ساوث ليك يونيون.